# Station Tailfer
Station Tailfer is een voormalig spoorwegstation langs spoorlijn 154 in de gemeente Profondeville. De naam van het station is ontleend aan het riviertje dat hier in de Maas stroomt.

## Aantal instappende reizigers
De grafiek en tabel geven het gemiddeld aantal instappende reizigers weer op een week-, zater- en zondag.
| Tabel: aantal instappende reizigers station Tailfer | Tabel: aantal instappende reizigers station Tailfer | Tabel: aantal instappende reizigers station Tailfer | Tabel: aantal instappende reizigers station Tailfer |
|                                                     | Weekdag                                             | Zaterdag                                            | Zondag                                              |
| --------------------------------------------------- | --------------------------------------------------- | --------------------------------------------------- | --------------------------------------------------- |
| 1977                                                | 48                                                  | 22                                                  | 47                                                  |
| 1978                                                | 46                                                  | 20                                                  | 5                                                   |
| 1979                                                | 42                                                  | 18                                                  | 23                                                  |
| 1980                                                | 39                                                  | 11                                                  | 16                                                  |
| 1981                                                | 57                                                  | 14                                                  | 5                                                   |
| 1982                                                | 45                                                  | 19                                                  | 18                                                  |
| 1983                                                | 56                                                  | 19                                                  | 12                                                  |

0,0: Namen ·
3,0: Jambes ·
4,8: Velaine ·
7,6: Dave-Nord ·
10,8: Tailfer ·
12,8: Profondeville ·
14,0: Lustin ·
17,0: Godinne ·
20,1: Yvoir ·
21,8: Houx ·
25,8: Bouvignes-sur-Meuse ·
28,0: Dinant ·
29,5: Neffe ·
36,4: Waulsort ·
36,4: Waulsort-Dorp ·
41,8: Hastière ·
44,2: Hermeton-sur-Meuse ·
46,1: Heer-Agimont